# Приволжский военный округ
Краснознамённый Приво́лжский вое́нный о́круг — оперативно-стратегическое территориальное объединение Вооружённых Сил СССР и Российской Федерации, существовавшее в 1918—1989 и 1992 — 2001 годах.
Управление округа (штаб) в разные годы находилось в Казани, Саратове, Куйбышеве.

## История
В России в 1864—1917 годах в Поволжье существовал Казанский военный округ.
Приволжский военный округ был образован 4 мая 1918 года первоначально на территории, включавшей Астраханскую, Казанскую, Нижегородскую, Пензенскую, Саратовскую, Самарскую, Симбирскую, Царицынскую, губернии и Уральскую область. В последующем границы округа неоднократно изменялись. В 1941 году ПриВО включал Саратовскую, Куйбышевскую, Пензенскую, Тамбовскую, Воронежскую области и части Орловской, Курской и Сталинградской областей РСФСР. Управление базировалось в Саратове.
Постановлением Реввоенсовета Республики от 18 апреля 1920 года из состава Приволжского военного округа был выделен Заволжский военный округ на территориях Самарской, Царицынской, Саратовской, Астраханской, Оренбургской губерний, Трудовой коммуны немцев Поволжья, а также Уральской и Тургайской областей. Штаб округа — в городе Самара. С апреля 1920 года командующему округу подчинялась 2-я трудовая армия. Приказом РВС РСФСР от 8 сентября 1921 года Заволжский военный округ в полном составе был включён в состав Приволжского военного округа.
С началом и в ходе Великой Отечественной войны в округе сформировано 5 армий, 132 дивизии, 65 отдельных полков, 253 отдельных батальона.
14 сентября 1954 году в округе на Тоцком полигоне севернее посёлка Тоцкое в Оренбургской области (в указанный период территория Оренбургской области относилась к Южно-Уральскому ВО) под руководством Маршала Советского Союза Г. К. Жукова были проведены широкомасштабные учения с реальным применением ядерного оружия. В этом учении, на котором отрабатывались оперативные вопросы наступления общевойскового соединения, приняли участие около 45 тысяч военнослужащих.
Указом Президиума Верховного Совета СССР от 15 января 1974 года за большой вклад в дело укрепления оборонной мощи страны и её вооружённой защиты Приволжский и Уральский военные округа были награждены орденом Красного Знамени.
К 1983 году Краснознамённый Приволжский военный округ включал территории Куйбышевской, Саратовской, Ульяновской, Пензенской и Оренбургской областей, Татарской, Башкирской, Чувашской, Марийской и Мордовской АССР. Штаб округа — в Куйбышеве. В 1989 году Краснознамённый Приволжский военный округ был объединён с Краснознамённым Уральским военным округом в Краснознамённый Приволжско-Уральский военный округ (ПУрВО).
В 1992 году вновь образован Краснознамённый Приволжский военный округ, включивший в себя прежде входившие в него регионы, а также Пермскую и Кировскую области, республики Удмуртия и Коми, изъятые из состава Уральского военного округа.
Начиная с 1992 года на территории округа дополнительно размещались десятки соединений и частей, выводимых из стран ближнего и дальнего зарубежья. Многие из них впоследствии были расформированы. Была проделана большая работа по обеспечению увольняемых по сокращению штатов в запас военнослужащих жильём, их материальному обеспечению и трудоустройству.
В декабре 1997 года в состав Краснознамённого Приволжского военного округа была включена дислоцирующаяся в Таджикистане 201-я военная база, выполняющая миротворческие функции в одном из нестабильных регионов Центральной Азии. Воины 201-й военной базы участвовали в совместных российско-американских учениях «Миротворец-94» (Оренбургская область, Россия) и «Миротворец-95» (штат Канзас, США).
В июле 1998 года из состава округа исключена территория республики Коми, переданная Ленинградскому военному округу.
В 2001 году Краснознамённый Приволжский военный округ вторично объединён с Краснознамённым Уральским военным округом в Краснознамённый Приволжско-Уральский военный округ.

## Состав

### На 1939 год
1 сентября — ноябрь в городе Балашов из личного состава 53-й стрелковой дивизии сформирована 173-я стрелковая дивизия (173-я сд).,
В сентябре — октябре сформировывалась 60-я легкотанковая бригада.
В конце декабря 1939 года 173-я сд переформирована в моторизованную. 60-я лтбр переформирована в 47-й тп 173-й мд.

### На 1940 год
В январе 173-я моторизованная дивизия (173 мд) переформирована в мотострелковую (мсд) военного времени.
173-я мсд убыла в состав Северо-Западного фронта.

### На 1988 год
Всего в 1990 г. в округе, помимо примерно 90 тыс. военнослужащих, еще числилось, с учетом ремонтируемых и хранящихся, 400 танков, 700 боевых бронированных машин, 200 орудий, минометов и РСЗО, 200 боевых и транспортных вертолётов. К концу 1980-х годов основу войск ПриВО составляли:
- Управление командующего (в/ч 22223) (г. Куйбышев);
- 213-я мотострелковая дивизия (формирования 1968 года) (с. Тоцкое);
- 43-я учебная мотострелковая Тартуская дважды Краснознамённая дивизия[~ 1] (Куйбышев)
- 96-я мотострелковая Гомельская Краснознамённая, ордена Суворова дивизия кадра[~ 2] (г. Казань).
- 130-я мотострелковая дивизия кадра (г. Куйбышев);
- 274-я мотострелковая дивизия кадра (п. Кряж);
- 249-я запасная мотострелковая дивизия кадра (г. Йошкар-Ола);
- 256-я запасная мотострелковая дивизия кадра (г. Оренбург);
- 73-я запасная танковая дивизия кадра (г. Казань);
- 74-я запасная танковая дивизия кадра (г. Ульяновск);
- 238-я дивизия охраны тыла кадра (г. Куйбышев);
- 112-я зенитная артиллерийская дивизия кадра (с. Донгуз);
- Штаб (в/ч 73428) (г. Куйбышев);
- 370-й отдельный батальон охраны и обеспечения (г. Куйбышев);
- 808-я отдельная рота спецназа (г. Куйбышев);
- 71-й узел связи (г. Куйбышев);
- 237-я отдельная вертолётная эскадрилья (г. Куйбышев);
- 151-я зенитная ракетная бригада (г. Куйбышев);
- 49-я отдельная бригада связи (г. Куйбышев);
- 28-я зенитная ракетная бригада (с. Донгуз);
- 1-я бригада химической защиты (п. Шиханы);
- 23-я бригада аэрозольного противодействия (г. Чапаевск-11);
- 112-я бригада материального обеспечения (п. Рощинский);
- 39-я радиотехническая бригада ОсНаз (г. Оренбург);
- 315-й отдельный радиотехнический полк ОсНаз (г. Саратов);
- 950-й реактивный артиллерийский полк (г. Бузулук);
- 1113-й противотанковый артиллерийский полк (г. Бузулук);
- 991-й разведывательный артиллерийский полк (г. Энгельс);
- 73-й отдельный полк связи (г. Куйбышев);
- 191-й отдельный полк связи тыла (г. Куйбышев);
- 1413-й зенитный артиллерийский полк (г. Бузулук)
- 14-й полк разведки и засечки (г. Вольск);
- 426-й отдельный инженерно-сапёрный батальон (г. Пенза);
- 85-й отдельный понтонно-мостовой батальон (г. Пенза);
- 754-й отдельный батальон химической защиты (г. Пенза);
- 1583-й отдельный батальон РЭБ (г. Куйбышев);
- 796-й отдельный инженерно-сапёрный батальон (с. Тоцкое);
- 173-й отдельный радиотехнический батальон ПВО (г. Маркс);
- 5512-я ремонтно-восстановительная база (п. Кряж);

#### ВВС и ПВО
Воздушное прикрытие округа осуществляла 28-я дивизия ПВО 4-й армии ПВО. Своих ВВС округ не имел.

#### РВСН
31-я ракетная армия:
- 13-я ракетная Оренбургская Краснознамённая дивизия;
- 14-я ракетная Киевско-Житомирская ордена Кутузова дивизия;
- 60-я ракетная Таманская ордена Октябрьской Революции, Краснознамённая дивизия имени 60-летия СССР.

### Состав войск округа в 1992—2001 гг.
Основу войск округа в указанный период составляли части, подчиненные управлению 2-й армии, выведенной из состава Западной группы войск, переформированной при этом из танковой в общевойсковую.
Постоянными соединениями округа являлись:
- 27-я гвардейская мотострелковая Омско-Новобугская Краснознамённая, ордена Богдана Хмельницкого дивизия, размещённая в Тоцком Оренбургской области, на месте расформированной 213-й мотострелковой дивизии. При этом основа дивизии формировалась из соединений разных боевых частей. Так, от 213-й дивизии вновь создаваемой 27-й дивизии «перешли» 433-й мотострелковый и 838-й зенитный ракетный полки, 81-й гвардейский мотострелковый полк (размещённый в Самаре) «отошел» к соединению от 90-й гвардейской танковой дивизии. Формирование дивизии было завершено к 1995 году;
- 469-й окружной учебный центр (Самара);
- 16-я гвардейская танковая Уманьская ордена Ленина, Краснознамённая, ордена Суворова дивизия (Марково, в районе Сарапула) (выведена в сентябре 1993 г. из Германии из состава Западной группы войск; в конце 1990-х гг. дивизия свёрнута в 5967-ю БХВТ. В 2005 г. вновь развернута в дивизию, в 2008 г. расформирована окончательно);
- 90-я гвардейская танковая Львовская ордена Ленина, Краснознамённая, ордена Суворова дивизия (Черноречье, под Самарой) (выведена в апреле 1991 г. из Германии из состава Западной группы войск; в конце 1990-х гг. дивизия свёрнута в 5968-ю БХВТ, расформированную в 2005 г.);
- 3-я отдельная гвардейская бригада специального назначения (Черноречье, под Самарой);
- 13-я отдельная воздушно-десантная бригада (пос. Кушкуль, г. Оренбург с 1994 г. передислоцирована с ДВО, пгт. Магдагачи.);
- 92-я ракетная бригада (Каменка, восточнее Пензы);
- 297-я зенитная ракетная бригада (Алкино, в районе Уфы);
- 385-я гвардейская артиллерийская бригада (при выводе в начале 1990-х гг. из ГСВГ. бригада дислоцирована сначала в Тоцком, в 1998 г. перемещена в г. Пермь);
- 950-й реактивный артиллерийский полк (Бузулук);
- 793-й отдельный вертолётный полк (Кинель-Черкассы, восточнее Самары);
- 237-я отдельная вертолетная эскадрилья (Бобровка, под Самарой);
- 56-й инженерно-сапёрный полк (Алкино, в районе Уфы);
- 18-й понтонно-мостовой полк (Пенза);
- 191-й отдельный полк связи (Самара);
- 313-й отдельный радиополк (Пермь);
- 40-я радиотехническая ордена Красной Звезды бригада (Маркс, Саратовская область);
- 173-й отдельный радиотехнический батальон (Самара);
- 23-я бригада аэрозольного противодействия (Черноречье, под Самарой);
- 234-й отдельный ремонтно-восстановительный батальон (Поливно, под Ульяновском)

Базы и склады окружного подчинения 
- 406-й инженерный склад (Уфа);
- 483-й автомобильный склад (Глазов);
- 1385-я ремонтная база гусеничных тягачей (Сызрань);
- 2141-я артиллерийская база вооружения (Сердобск)
- 372 база ремонта и хранения средств связи (Сарапул)

 Базы хранения военной техники 
- 1227-я БХВТ (Белебей);
- 1879-я БХВТ (Вольск)

Кроме того, на территории округа в 1993 г. в Ульяновске была размещена 104-я гвардейская воздушно-десантная Краснознамённая, ордена Кутузова дивизия, выведенная с территории Закавказского военного округа. В 1998 г. дивизия переформирована в 31-ю отдельную гвардейскую десантно-штурмовую бригаду.
В 1997 г. в подчинение округа передана 201-я мотострелковая дивизия, дислоцированная в Таджикистане.
К моменту воссоединения в 2001 г. округа с Уральским военным округом численность размещённых на его территории военнослужащих не превышала 33 тыс. чел.

## Командование войсками Приволжского военного округа

### Командующие войсками (до 7.07.1920 окрвоенкомы)
- А. Ф. Долгушин (22 апреля — июнь 1918)
- Л. Н. Войтов (22 апреля — 18 июня 1918)
- И. И. Межлаук (21 августа — 21 декабря 1918)
- И. Л. Коган (13 января 1919 — 5 января 1920)
- П. А. Петряев (3 — 16 января 1920)
- Б. И. Гольдберг (16 января 1920 — 25 января 1921)
- Д. П. Оськин (25 января 1921 — май 1923)[7]
- С. В. Мрачковский (июнь 1923 — февраль 1924)
- А. И. Седякин (1 февраля 1924 — 5 мая 1927)
- Г. Д. Базилевич (май 1927 — июнь 1931)
- Б. М. Шапошников (июнь 1931 — апрель 1932)
- командарм 2-го ранга (1935) И. Ф. Федько (апрель 1932 — ноябрь 1935)
- командарм 2-го ранга П. Е. Дыбенко (ноябрь 1935 — май 1937)
- Маршал Советского Союза М. Н. Тухачевский (11 — 25 мая 1937)
- комкор М. Г. Ефремов (5 июня — 28 ноября 1937)
- комкор П. А. Брянских (декабрь 1937 — июль 1938)
- комкор К. А. Мерецков (18 июля 1938 — 31 января 1939)
- комкор, с июня 1940 генерал-лейтенант Т. И. Шевалдин (31 январь 1939 — июнь 1940)
- генерал-лейтенант В. Ф. Герасименко (11 июля 1940 — 22 июня 1941)
- генерал-майор М. Т. Попов (июнь — ноябрь 1941)
- генерал-лейтенант С. А. Калинин (01 декабря 1941 — 15 августа 1942, 27 августа 1942 — 23 марта 1944)
- генерал-полковник М. С. Хозин (март 1944 — июль 1945)
- генерал-полковник В. Н. Гордов (июль 1945 — июль 1946)
- генерал-полковник В. А. Юшкевич (июль 1946 — апрель 1950)
- генерал-лейтенант Н. В. Городецкий (апрель — ноябрь 1950, временно исполняющий должность)
- генерал-лейтенант Г. Н. Перекрестов (ноябрь 1950 — октябрь 1953)
- генерал-полковник В. И. Кузнецов (12 октября 1953 — 02 июня 1957)
- генерал-полковник В. Н. Комаров (июнь 1957 — апрель 1960)
- генерал-полковник А. Т. Стученко (апрель 1960 — июнь 1961)
- генерал-полковник И. Г. Павловский (июнь 1961 — ноябрь 1963)
- генерал-полковник Н. Г. Лященко (ноябрь 1963 — декабрь 1965)
- генерал-лейтенант, с 1967 генерал-полковник Н. В. Огарков (декабрь 1965 — апрель 1968)
- генерал-полковник А. М. Паршиков (апрель 1968 — октябрь 1971)
- генерал-лейтенант, с ноября 1971 генерал-полковник Ю. А. Науменко (октябрь 1971 — июнь 1975)
- генерал-лейтенант танковых войск, с февраля 1976 генерал-полковник П. Г. Лушев (июнь 1975 — ноябрь 1977)
- генерал-лейтенант, с февраля 1978 генерал-полковник В. Н. Кончиц (ноябрь 1977 — июнь 1981)
- генерал-полковник А. Я. Ряхов (июнь 1981 — июнь 1985)
- генерал-полковник В. А. Патрикеев (июнь 1985 — август 1989)
- генерал-полковник А. М. Макашов (август 1989 — сентябрь 1991)
- генерал-лейтенант, с октября 1991 генерал-полковник А. И. Сергеев (сентябрь 1991 — август 2001)

### Члены Военного совета
- А. Н. Войтов (май 1918 — январь 1919)
- М. С. Хомутов (январь — октябрь 1919)
- Н. А. Глаголев (октябрь 1919 — март 1923)
- Н. А. Русанов (март 1923 — апрель 1924)
- И. Ф. Кучмин (апрель 1924 — ноябрь 1925)
- К. Г. Сидоров (ноябрь 1925 — январь 1926)
- Антипов (январь — июнь 1926)
- М. Сулимов (июнь 1926 — август 1927)
- М. С. Дуганов (август 1927 — январь 1931)
- П. А. Смирнов (январь 1931 — октябрь 1933)
- армейский комиссар 2-го ранга (с 1935) А. И. Мезис (октябрь 1933 — август 1937)
- дивизионный комиссар Р. Л. Балыченко (август 1937 — октябрь 1938)
- бригадный комиссар А. Я. Фоминых (октябрь 1938 — июль 1939)
- дивизионный комиссар, с июня 1940 корпусной комиссар А. С. Желтов (июль 1939 — март 1941)
- дивизионный комиссар А. М. Шустин (март — июнь 1941)
- дивизионный комиссар С. Е. Колонин (июнь 1941)
- бригадный комиссар М. Ф. Дребеднёв (июль 1941)
- корпусной комиссар С. Н. Кожевников (август — ноябрь 1941)
- генерал-майор М. И. Изотов (ноябрь 1941 — октябрь 1943)
- генерал-майор И. Д. Рыбинский (октябрь 1943 — июль 1945)
- генерал-майор Н. В. Абрамов (июль 1945 — сентябрь 1946)
- генерал-лейтенант Н. В. Пупышев (сентябрь 1946 — май 1947)
- генерал-лейтенант Ф. Е. Боков (май 1947 — апрель 1949)
- генерал-майор Н. Г. Пономарёв (апрель 1949 — июль 1950)
- генерал-лейтенант К. Л. Сорокин (июль 1950 — май 1956)
- генерал-лейтенант Н. Н. Савков (май 1956 — сентябрь 1957)
- генерал-лейтенант В. А. Болдырев (сентябрь 1957 — сентябрь 1961)
- генерал-майор С. А. Месропов (сентябрь 1961 — ноябрь 1962)
- генерал-лейтенант Н. М. Ляшко (ноябрь 1962 — июль 1970)
- генерал-майор, с ноября 1971 генерал-лейтенант И. М. Овчаренко (июль 1970 — октябрь 1973)
- генерал-майор М. И. Дружинин (октябрь 1973 — июнь 1975)
- генерал-лейтенант Б. П. Уткин (июнь 1975 — ноябрь 1981)
- генерал-майор, с февраля 1982 генерал-лейтенант Г. А. Громов (ноябрь 1981 — июнь 1985)
- генерал-майор, с октября 1987 генерал-лейтенант В. В. Филиппов (июнь 1985 — август 1989)
- генерал-лейтенант Б. В. Тарасов (август 1989 — апрель 1991)

### Начальники штаба округа
- Н. В. Пневский (апрель — сентябрь 1918)
- И. Н. Полковников (сентябрь 1918 — февраль 1919)
- М. М. Петров (февраль 1919 — январь 1920)
- Д. П. Кадомский (январь 1920 — июль 1924)
- К. П. Артемьев (июль 1924 — июль 1926)
- М. М. Ольшанский (июль 1926 — январь 1928)
- комкор (с 1935) Н. В. Лисовский (январь 1928 — июль 1936)
- комбриг Н. Е. Варфоломеев (июль 1936 — февраль 1938)
- комкор, с июня 1940 генерал-лейтенант П. С. Клёнов (февраль 1938 — июль 1940)
- генерал-майор В. Н. Гордов (июль 1940 — июнь 1941)
- полковник, с октября 1942 генерал-майор В. С. Бенский (июнь 1941 — февраль 1943)
- генерал-майор А. М. Досик (март — июнь 1943)
- генерал-майор П. Е. Глинский (июль 1943 — июль 1945)
- генерал-майор Б. М. Головчинер (июль 1945 — январь 1946)
- генерал-майор Ф. Т. Рыбальченко (февраль — июнь 1946)
- генерал-лейтенант П. И. Ляпин (июнь 1946 — октябрь 1949)
- генерал-лейтенант Н. В. Городецкий (октябрь 1949 — июль 1952)
- генерал-лейтенант Г. К. Буховец (июль 1952 — июль 1953)
- генерал-лейтенант А. М. Кущев (июль 1953 — январь 1955)
- генерал-лейтенант В. А. Глуздовский (январь 1955 — январь 1956)
- генерал-лейтенант С. И. Тетёшкин (январь 1956 — июнь 1958)
- генерал-майор танковых войск Н. К. Володин (август 1958 — сентябрь 1960)
- генерал-майор М. И. Ерастов (сентябрь 1960 — июль 1963)
- генерал-лейтенант А. В. Волков (июль 1963 — август 1964)
- генерал-майор, с февраля 1967 генерал-лейтенант А. И. Шестаков (август 1964 — декабрь 1967)
- генерал-майор В. Н. Карпов (декабрь 1967 — август 1969)
- генерал-майор, с мая 1971 генерал-лейтенант М. И. Безхребтый (август 1969 — март 1974)
- генерал-майор В. Н. Верёвкин-Рахальский (март 1974 — декабрь 1976)
- генерал-майор, с февраля 1978 генерал-лейтенант Г. Г. Борисов (декабрь 1976 — апрель 1979)
- генерал-майор, с октября 1979 генерал-лейтенант Ж. К. Кереев (апрель 1979 — май 1982)
- генерал-майор, с декабря 1982 генерал-лейтенант В. В. Жданов (май 1982 — декабрь 1984)
- генерал-майор Н. И. Степанский (декабрь 1984 — июль 1987)
- генерал-майор, с февраля 1989 генерал-лейтенант И. Н. Блинов (июль 1987 — август 1989)
- генерал-лейтенант А. Г. Дворниченко (август 1989 — июнь 1991)
- генерал-лейтенант Л. С. Майоров (июнь 1991 — июль 1992)
- генерал-лейтенант Г. И. Шпак (июль 1992 — декабрь 1996)
- генерал-майор, с декабря 1999 генерал-лейтенант А. И. Баранов (декабрь 1996 — март 2000)
- генерал-лейтенант В. М. Чилиндин (март 2000 — август 2001)

### Первые заместители командующего войсками
- комдив Мулин, Валентин Михайлович (1931 — 1935)
- генерал-лейтенант Г. И. Кулик (июль 1945 — июнь 1946)
- генерал-лейтенант А. М. Максимов (декабрь 1949 — август 1952)
- генерал-лейтенант В. А. Зайцев (август 1952 — октябрь 1955)
- генерал-лейтенант В. М. Шатилов (февраль 1956 — декабрь 1957)
- генерал-лейтенант С. М. Штеменко (май 1958 — июнь 1961)
- генерал-лейтенант А. И. Шевченко (декабрь 1961 — июнь 1972)
- генерал-лейтенант В. М. Шарапов (июнь 1972 — март 1975)
- генерал-лейтенант А. А. Шаповалов (февраль 1989—1992)

### Начальники АБТ войск, Заместители командующего по т/в
- Тимофеев, Сергей Михайлович, (май 1938 — май 1941) генерал-майор т/в
- Щабалин, Родион Никанорович, (1941) полковник

### Заместители командующего войсками
- Селезнёв, Дмитрий Михайлович по материальному обеспечению, (октябрь 1943 — август 1945) генерал-майор

## Командование войсками Заволжского военного округа

### Командующие войсками
- Авксентьевский К. А. (апрель — август 1920)
- Распопов В. П. (сентябрь — октябрь 1920)
- Оськин Д. П. (июль — сентябрь 1921)

### Член Реввоенсовета округа
- Поздеев В. П. (апрель — декабрь 1920)

### Начальники штаба
- Андерс А-В. К. (апрель — август 1920)
- Токаревский В. К. (август — сентябрь 1920)
- Волков В. Е. (сентябрь — декабрь 1920)
- Преображенский А. М. (декабрь 1920 — февраль 1921)
- Лисовский Н. В. (февраль — сентябрь 1921)